# Jules de Polignac
Jules Auguste Armand Marie de Polignac, 3.er duque de Polignac (Versalles, 14 de mayo de 1780 – París, 30 de marzo de 1847), fue un estadista francés. Considerado uno de los políticos de mayor ineptitud política del partido ultramonárquico francés, Polignac desempeñó un torpe papel dentro de la reacción ultramonárquica de la Restauración Francesa y sus acciones como primer ministro de Carlos X condujeron a la Revolución de Julio de 1830 que derrocó a la dinastía borbónica. Sucedió a su hermano en el ducado de Polignac a su muerte, en 1847, durante unos días hasta su propia muerte, en el mismo año. Fue par de Francia.

## Biografía
Jules Armand era el segundo hijo de Armand Jules, conde de Polignac, quien fuera elevado a la condición de duque en 1780, y de Gabrielle de Polastron, condesa de Polignac, famosa por su íntima amistad con la reina María Antonieta, con quien formaría una de las camarillas políticas más detestadas de Francia. Debido a la privilegiada posición de su madre, el joven Jules creció dentro del ambiente cortesano de Versalles, donde su familia ocupaba una lujosa suite de trece habitaciones. Su hermana, Agläié, se casó con el duque de Guisa a temprana edad, ayudando a cimentar la posición de la familia Polignac como una de las más relevantes dentro de la alta sociedad de Versalles.
En 1789, con el estallido de la Revolución Francesa, Gabrielle, madre de Jules, y su círculo íntimo, que eran intensamente detestados por el pueblo y la nobleza francesa, se vieron forzados a huir de Francia bajo amenazas de muerte. Gabrielle de Polignac había sido una de las más insistentes sostenedoras del absolutismo y se opuso fieramente al movimiento antimonárquico que despertaba en Francia; a lo largo de buena parte de 1788 y 1789, había participado en varias conspiraciones destinadas a desacreditar el movimiento reformista y evitar la convocatoria de los Estados Generales. Estas conspiraciones estuvieron encabezadas por el Conde de Artois, hermano de Luis XVI y asiduo a los círculos de María Antonieta, con el que Gabrielle mantenía una gran amistad. Exiliada primero en Londres junto con su familia, no dudó en conspirar con Artois (el futuro Carlos X de Francia), no ya a favor de la causa de su amiga María Antonieta, a la que las actuaciones de la Polignac perjudicaron severamente, sino de la monarquía francesa, cuya corona Artois ambicionaba por encima de la vida de su hermano Luis XVI, preso entonces en el Palacio de las Tullerías.
Jules heredó las simpatías políticas de su madre, a cuya prematura muerte en Austria en 1793 quedó al tácito cuidado del conde de Artois, quien siempre mantendría una actitud protectora hacia la carrera política de Jules. Durante su exilio en Inglaterra Jules se involucraría activamente dentro del partido ultramonárquico encabezado por el conde de Artois, del que, pese a demostrar carecer de cualquier visión política de la realidad y mostrarse siempre deseoso de restaurar la monarquía absoluta francesa a costa y en contra de todo, pronto sería un destacado dirigente; las simpatías familiares del conde de Artois por Jules parece ser que lo ayudaron en ello.
Jules se casó en dos ocasiones. Primero, durante su exilio en Inglaterra, con Barbara Campbell, con quien regresaría posteriormente a Francia. Tras su muerte en 1819, contrajo matrimonio con Maria Charlotte Parkyns.
Tras la instauración del Imperio napoleónico, Jules regresó a Francia, donde prosiguió con celo sus actividades a favor de la exiliada familia real. En 1804 se vio involucrado en la conspiración de Cadoudal y de Pichegru para asesinar a Bonaparte. Descubierto el complot, fue condenado a muerte. Sin embargo su esposa, que estaba embarazada consigue a través de Talleyrand una entrevista privada con Napoleón y le suplica clemencia para su esposo. Conmovido, Napoleón conmuta la sentencia de muerte por la de prisión, de manera que Polignac fue encarcelado hasta 1813.
Tras la Restauración borbónica, sus servicios a la causa realista fueron pagados con diversos honores y cargos. En 1820, en mención a sus servicios a la Iglesia, recibió del papa el título de "Príncipe", y en 1823 el rey Luis XVIII lo nombró embajador de Francia en el Reino Unido. Un año después, el antiguo amigo de su madre, el conde de Artois, ascendió al trono con el nombre de Carlos X. Las simpatías políticas de Polignac lo situaron en la primera plana del partido ultramonárquico que con tanto desatino apoyaría Carlos X.
En torno a 1825, surgió el rumor que el celo con el que Polignac apoyaba la causa ultramonárquica se debía a que aseguraba haber recibido tal encargo por inspiración divina a través de la Virgen María. La evidencia histórica de tal rumor es débil, y se cree que se trataba de una calumnia contra la actitud de Polignac en la cámara de los pares, donde sus vehementes intervenciones a favor de las medidas ultraconservadoras del gobierno de Carlos X parecían impulsadas por un mandato mesiánico. En sus memorias no hace mención alguna a este hecho.
Tras la pérdida del control de las cámaras legislativas por parte del partido ultramonárquico a finales de 1827, Carlos X decidió nombrar a Polignac ministro de Asuntos Exteriores el 8 de agosto de 1829. Con la caída del primer ministro Martignac, enemistado con el rey, Polignac fue nombrado primer ministro en noviembre de ese mismo año. De este modo, Polignac se convirtió de facto en el político más poderoso de Francia. No obstante, su nombramiento fue tremendamente polémico, sobre todo si se considera que el partido de Polignac se hallaba en minoría en las dos cámaras de la asamblea legislativa.
Sus decisiones como primer ministro obviaron de manera fatal esta circunstancia. Primeramente, temiendo un revés legislativo con la apertura de las cámaras, Polignac convenció al Rey de retrasar la constitución de las cámaras electas hasta marzo de 1830. Cuando la opinión pública comenzó a reprochar al rey tanto esa decisión como el propio nombramiento de Polignac, éste y el resto de miembros del minoritario partido ultramonárquico comenzaron a barajar la posibilidad de dar un golpe de Estado.
La apertura de la legislatura en marzo de 1830 puso de manifiesto la debilidad del gobierno de Polignac. Las cámaras votaron un decreto que obligaba al rey a nombrar el gobierno con el apoyo de las cámaras. En respuesta a esto, Polignac hizo que Carlos X disolviera la asamblea y convocara elecciones para julio. Aunque Polignac no logró ningún rédito electoral con esto, pues su partido volvió a perder las elecciones, el partido ultramonárquico conspiró para afianzar su posición mediante un autogolpe de estado: Polignac convenció a Carlos X de que invocara el artículo 14 de la Constitución, que le daba poderes de emergencia, y que, mediante estos, reformara ciertas normas básicas a fin de que, en unas futuras elecciones, los ultras se hicieran con el control de la asamblea nacional. Para ello, el gobierno de Polignac redactó las Ordenanzas de Julio, con las que se abolía la libertad de prensa y se reformaba el sistema electoral a su favor.
La promulgación de las ordenanzas a finales de julio dio pie a la llamada Revolución de Julio, en la que Carlos X fue derrocado y Luis Felipe I de Francia, apoyado por la burguesía liberal, fue elevado al trono. Polignac tuvo que huir de París ante el estallido de la Revolución, y, luego de vagar en secreto por Normandía con la esperanza de embarcarse hacia Inglaterra, fue arrestado en Granville. Fue enjuiciado ante la Cámara de Pares de Francia, que, acusándolo de alta traición y conspiración contra el estado, lo sentenció a cadena perpetua en el castillo de Ham. Sin embargo, Polignac se vio beneficiado por la amnistía de 1836, que conmutó la condena por el exilio. Durante su cautiverio escribió Considerations politiques (1832). Posteriormente, pasó algunos años en Inglaterra antes de que se le permitiera regresar a Francia, con la condición de que nunca entrara en París.
La nefasta política seguida por Jules le costó su prestigio dentro del partido ultramonárquico, que nunca volvería a incluirlo en sus planes. Jules murió en Saint Germain, cerca de París, en 1847, apenas unos días después que su hermano mayor, Armand Jules, 2.º duque de Polignac. Al morir éste sin descendencia, Jules Armand lo sucedió efímeramente como 3.er duque de Polignac. Su hijo mayor, Jules Armand, fue entonces el 4.º duque de Polignac.